# TMK (Raumfahrtprojekt)

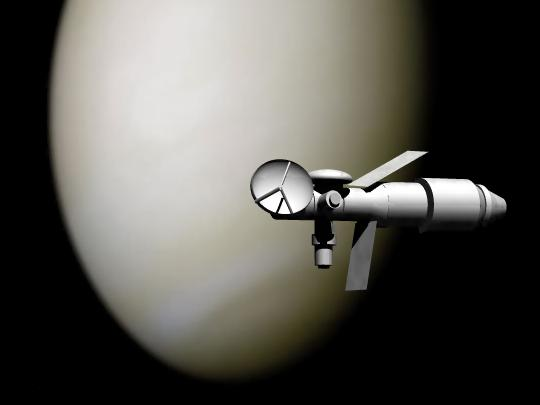
TMK-MAVR an der Venus (künstlerische Darstellung)

TMK (russisch Тяжелый Межпланетный Корабль: Tjaschelyi Meschplanetnyi Korabl = Schweres Interplanetarisches Fahrzeug) war die Bezeichnung eines sowjetischen Projektes für einen bemannten Venus- und Marsvorbeiflug. Das TMK-Raumschiff hätte 1971 starten sollen und einen dreijährigen Rundflug mit einem Marsvorbeiflug absolvieren, bei dem Messsonden auf dem Mars hätten abgeworfen werden sollen. Das TMK-Projekt, das beim Wettlauf ins All eine sowjetische Antwort auf die bemannten Mondlandungen dargestellt hätte, konnte nicht realisiert werden, weil die benötigte Startrakete, die N1, nicht funktionierte.